# Xã James Bayou, Quận Mississippi, Missouri
Xã James Bayou (tiếng Anh: James Bayou Township) là một xã thuộc quận Mississippi, tiểu bang Missouri, Hoa Kỳ. Năm 2010, dân số của xã này là 87 người.